# گوهرکاوی

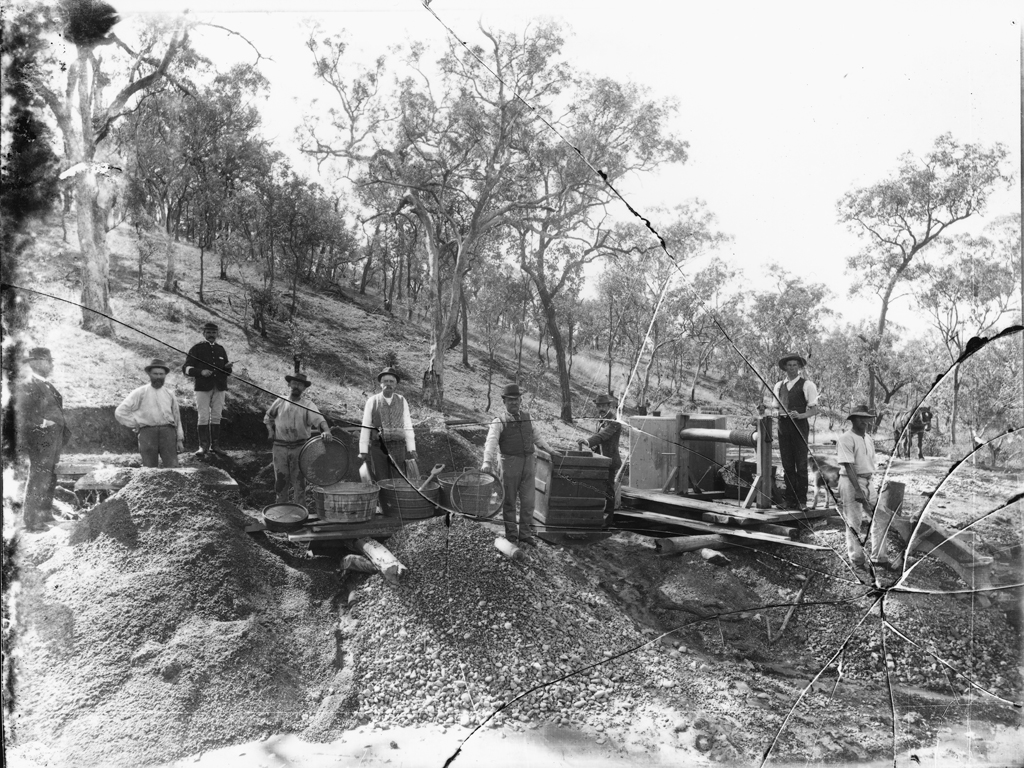
طلاکاوی در استرالیا، ۱۹۰۰

در استرالیا، نیوزیلند و کورنوال، گوهرکاوی (به انگلیسی: Fossicking)، به‌ویژه زمانی که به عنوان یک فعالیت تفریحی انجام شود، نوعی کاوش یا جستجوگری است. این می‌تواند برای طلا (طلاکاوی)، سنگ‌های قیمتی (گوهرسنگ‌کاوی)، فسیل‌ها (فسیل‌کاوی) و غیره با غربال کردن یک منطقه کاوشی باشد. در انگلیسی استرالیایی و انگلیسی نیوزیلندی، این اصطلاح کاربرد گسترده‌ای دارد و به معنای «کاوش کردن» است. استدلال شده‌است که این اصطلاح از کورنیش آمده‌است. این اصطلاح احتمالاً از کلمه لاتین "fossa" به معنای "خندق" یا "ترانشه" گرفته شده‌است.
اصطلاح معادل مورد استفاده برای جستجوی اُپال، اُپال‌کاوی (noodling) است.